# أكثر من متزوجين، لكن ليس حبيبين
أكثر من متزوجين، لكن ليس حبيبين هي سلسلة مانغا يابانية من تأليف يوكي كانامارو، تصدر على مجلة يونغ إيس منذ مارس 2018 وتم عمل مسلسل أنمي مقتبس من المانغا سيعرض في أكتوبر 2022.